# Heuristique de disponibilité
Pour les articles homonymes, voir Heuristique.
Pour un article plus général, voir Heuristique de jugement.
En psychologie, l'heuristique de disponibilité est un mode de raisonnement qui consiste à se baser uniquement ou principalement sur les informations immédiatement disponibles en mémoire, sans chercher à en acquérir de nouvelles concernant la situation. Cette heuristique du jugement peut engendrer des biais cognitifs, appelés biais de disponibilité.
L'heuristique de disponibilité ne mène pas forcément à des conclusions biaisées. Il peut s'agir d'un mode de raisonnement efficace qui permet de résoudre un problème avec un effort cognitif minimal.

## Biais cognitifs générés par l'heuristique de disponibilité

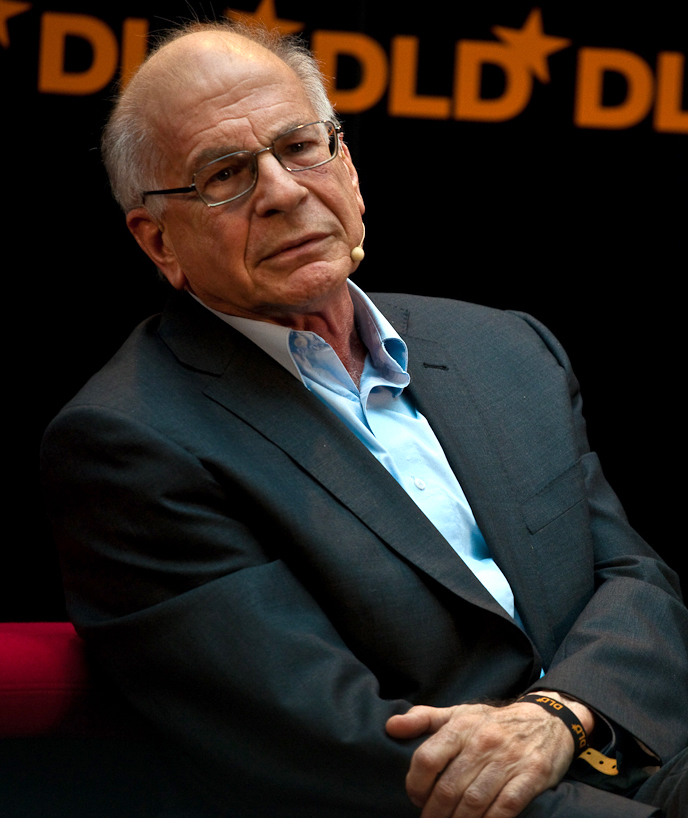
Daniel Kahneman, psychologue et économiste israélo-américain (1934-2024) a travaillé notamment sur les biais cognitifs et émotionnels dans le domaine de la finance.

L'accessibilité cognitive des représentations mentales peut être liée à différents facteurs et donner lieu à différents types de biais cognitifs :
- Des informations nouvellement acquises sur un événement passé sont plus disponibles que des informations plus anciennes ou concernant des scénarios différents n'aboutissant pas à cet événement. C'est l'une des bases supposées du biais rétrospectif.
- Des situations rencontrées fréquemment par le passé sont plus facilement représentées mentalement. Dans ce cas, l'heuristique de disponibilité peut se traduire par une forme de conservatisme ; ou par la surestimation de la fréquence d'un événement familier[1].
- Des informations répétées par plusieurs sources ou à plusieurs reprises acquièrent plus facilement une représentation mentale. C'est ainsi qu'une rumeur peut se répandre.

Par exemple, sur la base d'une heuristique de disponibilité, en situation de stress intense, la panique peut faire prendre des risques inconsidérés : une personne se trouvant dans un immeuble en feu cherchera à descendre un escalier enfumé au lieu de se protéger et d'attendre les secours dans un appartement calfeutré. La représentation mentale de l'escalier comme possible voie de sortie est saillante et prend le pas sur d'autres éléments (les fumées toxiques, etc.) qui devraient amener à reconsidérer cette option.
C'est un mécanisme de pensée qui fausse les prises de décisions. Le jugement se trouve alors altéré. Ce schème psychologique influence les choix rationnels. Selon Amos Tversky et Daniel Kahneman, l’esprit humain se subdivise en deux entités logiques : le système 1 comme « pensée intuitive » et le système 2 comme « pensée rationnelle ». 

## Utilisation
Ce phénomène est utilisé par le marketing, la publicité et la propagande ∶ la simple répétition d’un message permet de lui donner de la crédibilité.
De même, les médias ont une responsabilité dans la construction de l'opinion publique, dans le sens où un sujet répété de façon importante paraîtra très important au spectateur, et qu'il induira chez lui une réaction d'en parler autour de lui ce qui accentue le phénomène et le mènera ensuite à se positionner soit en conformité avec l’information donnée soit en opposition. C'est comme cela que se créent les clivages. À l'inverse un sujet peu ou non traité sera perçu par le spectateur comme sans importance ou inexistant indépendamment de ses éventuelles conséquences réelles. C'est par exemple ce qui se passe pour les scandales sanitaires pendant toute la période précédent le moment où ils éclatent et qui peut être longue et avec de graves conséquences[réf. souhaitée].
C’est un des biais cognitifs qui explique l’existence, la persistance, la propagation et l’adhésion aux phénomènes des infox (en anglais : fake news). L'heuristique de disponibilité se traduit chez l'individu par la perturbation de sa capacité à juger et à raisonner dans sa vie quotidienne. En effet ce tri et cette analyse d’informations mémorisées conduit à des erreurs systématiques. C'est donc un dysfonctionnement dans le raisonnement. Étant un raccourci mental il permet d’économiser de l'énergie cognitive en se basant sur des connaissances stéréotypées ou des affects. Les infox s’appuient sur ce phénomène pour être plus influentes sur les réseaux sociaux grâce à leur algorithme (Facebook, Twitter, Youtube…). En conséquence les internautes se contentent des informations proposées sans vérifier ni comprendre celles-ci.